# HG-3 (motor de foguete)
O HG-3 é um  motor de foguete de combustível líquido criogênico, que foi projetado para uso nos estágios superiores dos foguetes Saturno depois do Programa Apollo. Projetado nos Estados Unidos pela Rocketdyne, o HG-3 deveria queimar uma combinação criogênica de hidrogênio líquido e oxigênio líquido como propelentes, com cada motor produzindo 1.400,7 kN de empuxo durante o voo. O motor foi projetado para gerar um impulso específico (Isp) de 451 segundos no vácuo ou 280 segundos ao nível do mar.